# 葡萄牙第三共和国临时政府
葡萄牙第三共和国临时政府（葡萄牙語：Governos Provisórios da Terceira República Portuguesa）是指1974年—1976年存在的葡萄牙第三共和国的六届临时政府。除第五届葡萄牙临时政府外，均有葡萄牙共产党成员参加。